# 库尔德斯坦旗帜
库尔德斯坦旗帜（库尔德语: Alay Kurdistan或Alaya Kurdistanê， ئاڵای کوردستان，也叫Alaya Rengîn“彩旗”），最早出现于奥斯曼帝国时期的库尔德人独立运动。据说它是1900年代由库尔德民族主义组织Xoybûn（Khoyboon，自我）设计的。该旗帜的一个早期版本曾在1927年-1931年土耳其的阿拉拉特共和国独立时使用。在随后的1946年，苏联扶植的库尔德人共和国马哈巴德共和国使用了一面类似的旗帜。目前，它被用作由库尔德人自治的伊拉克库尔德斯坦地区的官方旗帜。但该旗在土耳其及伊朗和叙利亚被禁止。
这面旗帜中最主要的库尔德元素是中央那个耀眼的金色太阳，它是库尔德人的一个古老的文化和宗教符号，在拜火教中与火的含义相近，是智慧的象征。这个太阳共辐射出21道大小形状都相同的光芒，21在库尔德人雅兹迪族群的古老信仰传统中具有重要的意义。
旗帜各个颜色的含义：
- 红色代表了库尔德斯坦烈士的鲜血与库尔德斯坦和她的人民为自由与尊严所作的不懈的斗争。
- 绿色代表了库尔德斯坦的风景地貌和美丽。
- 白色表示生活在库尔德斯坦的人们的和平、平等与自由，无论其种族和信仰。
- 黄色代表了生命的起源和人类的光明，同时太阳也代表了库尔德人的古老雅兹迪信仰。[5]

## 库尔德人使用过的旗帜

### 历史旗帜

索兰酋长国旗帜，[6] 1816 - 1835
库尔德斯坦王国旗帜，[6] 1922 - 1924
阿拉拉特共和国旗帜，[6] 1927-1930
阿拉拉特共和国（英语：Republic of Ararat）旗帜，[6] 1927-1930
马哈巴德共和国旗帜，1946–1947

### 现行旗帜

叙利亚内战期间叙利亚库尔德斯坦使用的一面旗帜，2012年至今
自2024年12月12日起叙利亚库尔德斯坦承认并悬挂叙利亚独立旗帜